# 小田切有正
小田切 有正（おだぎり ありまさ）は、江戸時代前期の武士。徳川氏家臣。

## 経歴・人物
徳川家光に仕え、蔵米150俵を賜い、勘定となる。のち小普請となる。